# Верхняя Отла
Верхняя Отла — деревня в Княжпогостском районе республики Коми  в составе  сельского поселения Шошка.

## География
Находится на левом берегу реки Вымь на расстоянии примерно 20 км на север-северо-запад по прямой от центра района города Емва.

## История
Отмечается с 1608 год как погост Отла, объединявший 9 селений: деревни Труфановская, Веневская, Борняковская, Озеевская, Мызжевская, Ивановская и 3 пустоши. К 1710 году осталась одна только Отла. В первой половине XIX века здесь построили каменную часовню, в 1893 открыли школу грамоты, в 1910 - земское начальное училище. В 1918 году в Верхней Отле жили 239 человек.

## Население
Постоянное население  составляло 32 человека (коми 81%) в 2002 году, 28 в 2010 .